# PKP-Baureihe TKt48
Die PKP-Baureihe TKt48 war eine Tenderdampflokomotive der Polnischen Staatsbahn (PKP). Ursprünglich für den Einsatz im Vorstadtverkehr vorgesehen, kamen die Lokomotiven später vor allem vor Personen- und Güterzügen auf den Mittelgebirgsstrecken im Süden Polens zum Einsatz.

## Geschichte
Projektiert wurde die Lokomotive ab 1948 im zentralen polnischen Konstruktionsbüro in Posen. Grundlage der Konstruktion waren nie umgesetzte Pläne für eine Baureihe 83 der DR, welche von den Linke-Hofmann-Werken in Breslau stammten. Geliefert wurden in den Jahren 1950–57 über 200 Lokomotiven von den polnischen Lokomotivfabriken Cegielski und Fablok, von denen 191 Stück zur PKP gelangten.
Für ihr ursprüngliches Einsatzgebiet im schnellen Vorstadtverkehr erwiesen sich die Lokomotiven wegen ihrer eher geringen Leistung als ungeeignet. Dank der relativ hohen Reibungsmasse waren die Lokomotiven jedoch ideal für den Betrieb auf den Mittelgebirgsstrecken. Auf den Strecken im Riesengebirge und im Vorland der Hohen Tatra bewährten sich die Lokomotiven als echte Universallokomotiven. Hinzu kommt, dass für diese Maschinen aufgrund der Höchstgeschwindigkeit von 80 km/h in beide Fahrtrichtungen die Notwendigkeit des Drehens entfiel – ein großer Vorteil bei ihrem Einsatz gerade auf Nebenstrecken.
Die Lokomotiven waren noch bis Ende der 1980er Jahre in großen Stückzahlen im planmäßigen Einsatz. Erst mit der Stilllegung der meisten Nebenbahnen in Polen ab 1989 verloren die Lokomotiven ihr Einsatzgebiet, und sie wurden ausgemustert und verschrottet.

### HSH Tkt-48
Die albanische Staatsbahn Hekurudha Shqiptare hatte Ende der 1950er Jahre sechs Lokomotiven erworben. Die „avullore“ mit den Nummern Tkt-48 01–06 waren bis 1986 im Einsatz. Anfangs zogen sie auf der Strecke Durrës–Peqin, der ersten Eisenbahnstrecke Albaniens, Personen- und Güterzüge. Später wurden sie im Hafen Durrës und im Betriebsbahnhof Shkozet zum Rangieren von Güterwagen eingesetzt.

## Erhaltene Lokomotiven
Museal erhalten blieben folgende Lokomotiven:
- TKt48-191 im Museum für Fahrzeuge und Bahntechnik in Chabówka als betriebsfähige Museumslokomotive
- TKt48-188 in Saint-Sulpice (Schweiz) als betriebsfähige Museumslokomotive
- TKt48-147, TKt48-143 im Dampfbetriebswerk Wolsztyn (nicht betriebsfähig)
- TKt48-127 als Denkmallokomotive am Bahnhofsvorplatz von Oppeln
- TKt48-177 als Denkmallokomotive in Nowy Sącz
- TKt48-53 als Denkmallokomotive in Iława
- TKt48-18 (als betriebsfähige Museumslok), TKt48–67, TKt48–100, TKt48–173 im Eisenbahnmuseum Jaworzyna Śląska[2]
- TKt48-102 in Jasło
- TKt48-58 als Denkmallok in Jelenia Góra
- TKt48-119 als Denkmallok in Wałbrzych
- Tkt48-171 im Eisenbahnmuseum Jaworzyna Śląska
- TKt48-29 als Denkmallok in Szczecin Główny
- TKt48-146 als vereinseigene (KSK) Lok in Breslau, vorgesehen zur betriebsfähigen Aufarbeitung
- TKt48-160 als Lok im Privatbesitz im Museumseisenbahn Hanau in Aufarbeitung[3]
- TKt48 2923-02 als Ausstellungsobjekt in Tirana, Albanien[1]

## Konstruktive Merkmale
Rahmen, Kessel und Aufbauten der Lokomotive sind eine Schweißkonstruktion. Der Rahmen ist als Barrenrahmen ausgeführt. Ungewöhnlich ist das Aussehen des Führerhauses mit den abgeschrägten Stirnwänden und den kurzen Windleitblechen am Schornstein. Aufgrund dieses Aussehens ist diese Maschine gerade bei Eisenbahn(foto-)freunden bisweilen nicht unumstritten.

## Bilder

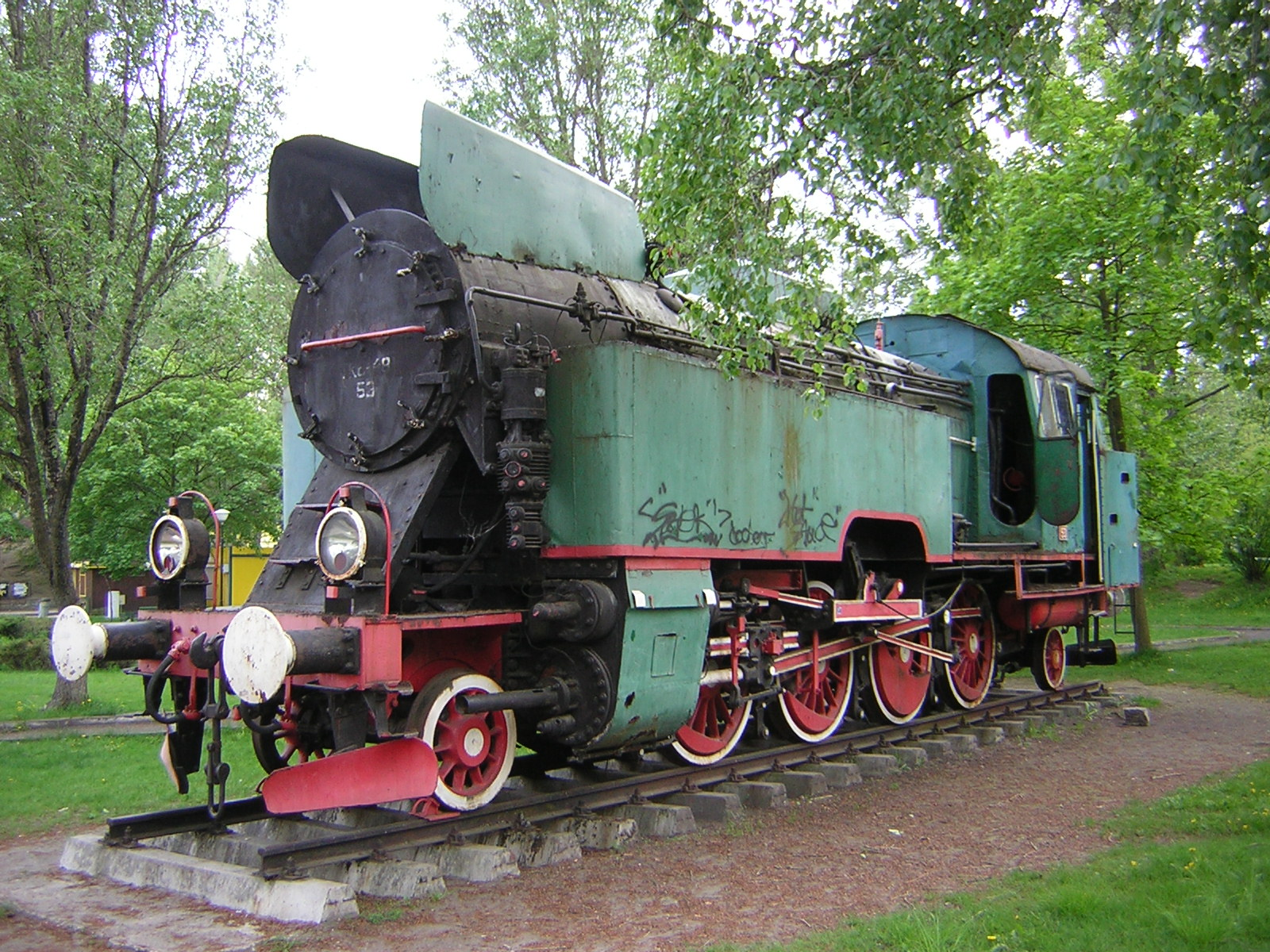
Denkmallokomotive in Iława
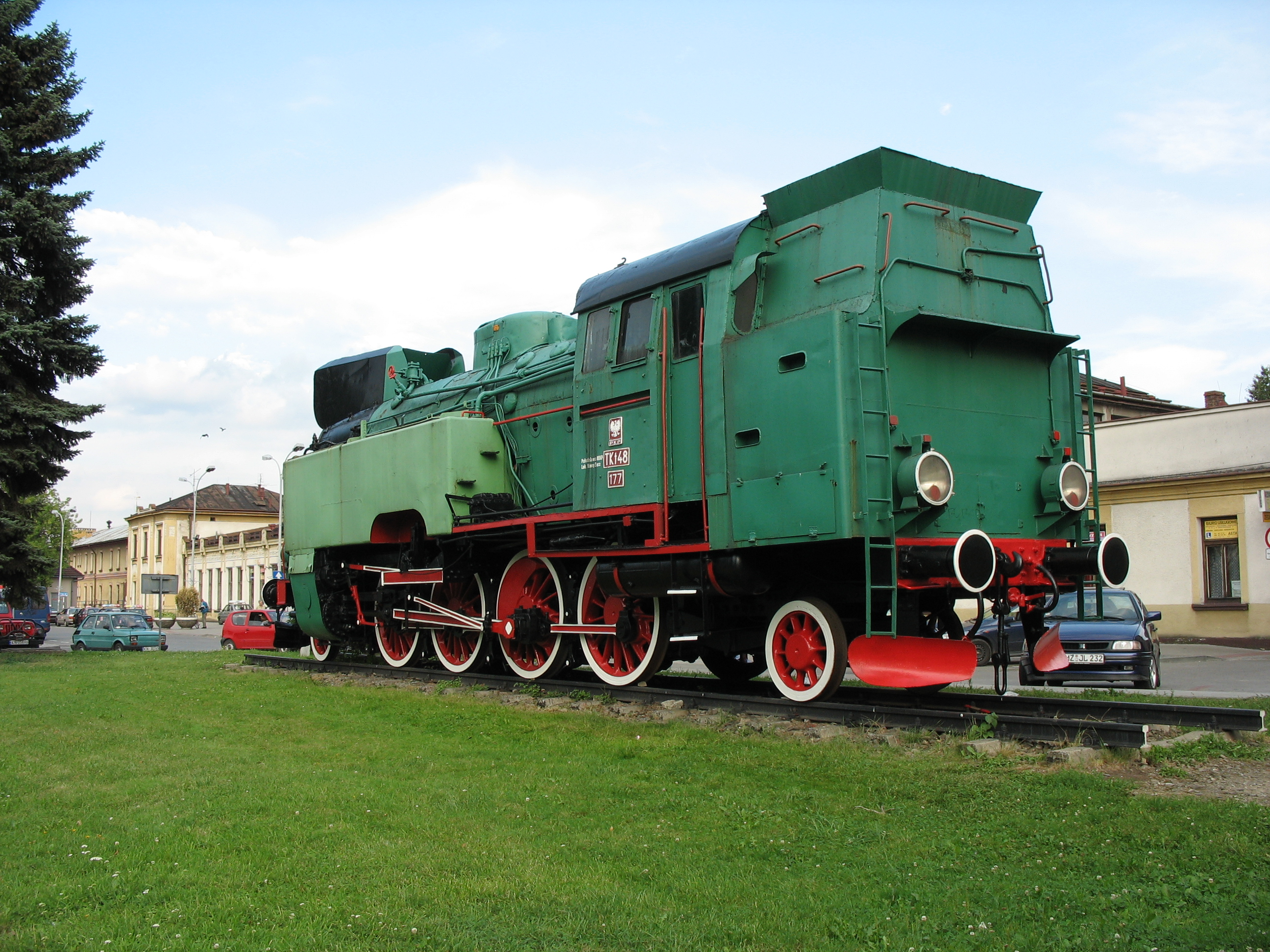
Denkmallokomotive in Nowy Sącz
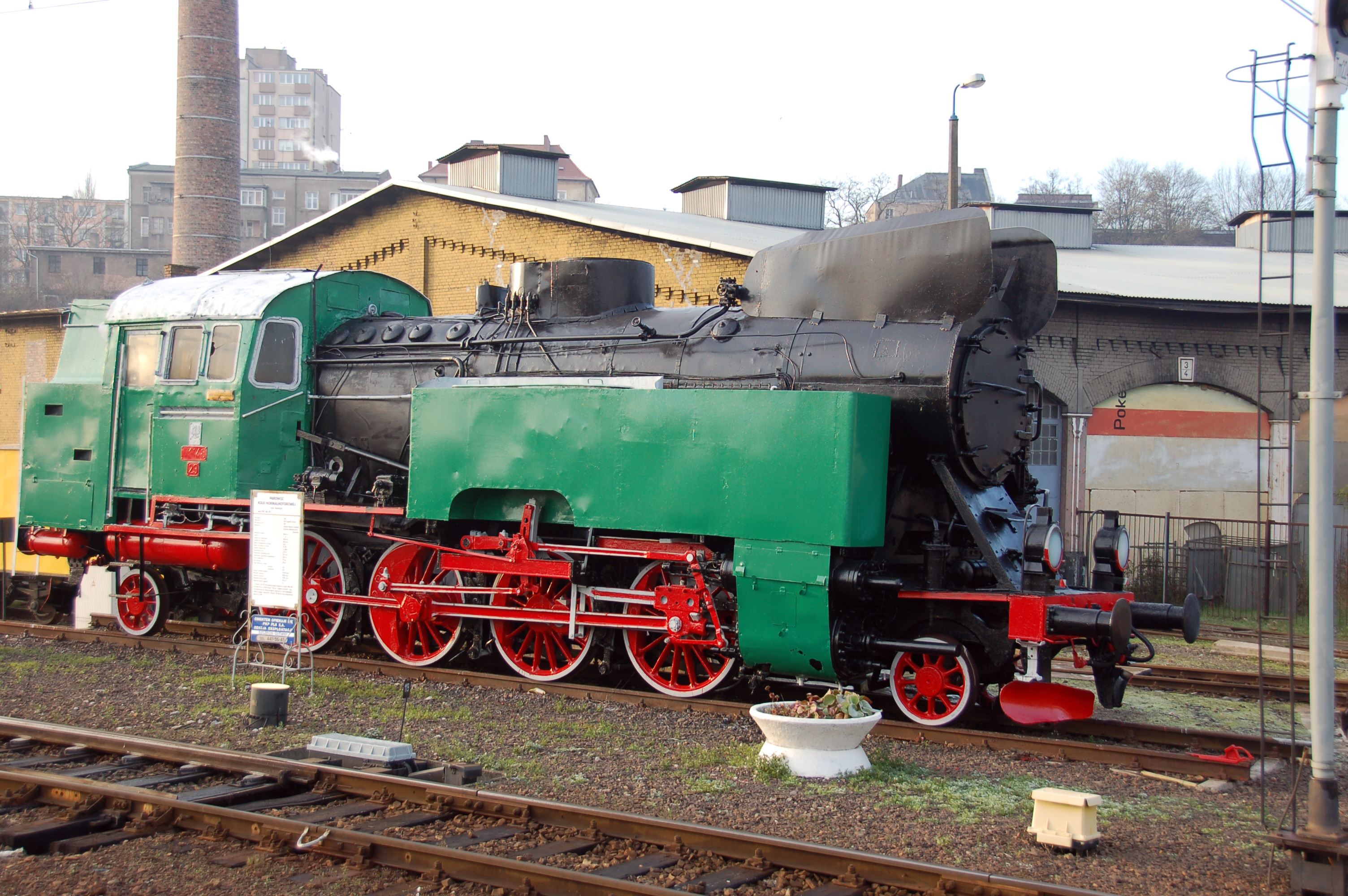
TKt48-29 in Szczecin
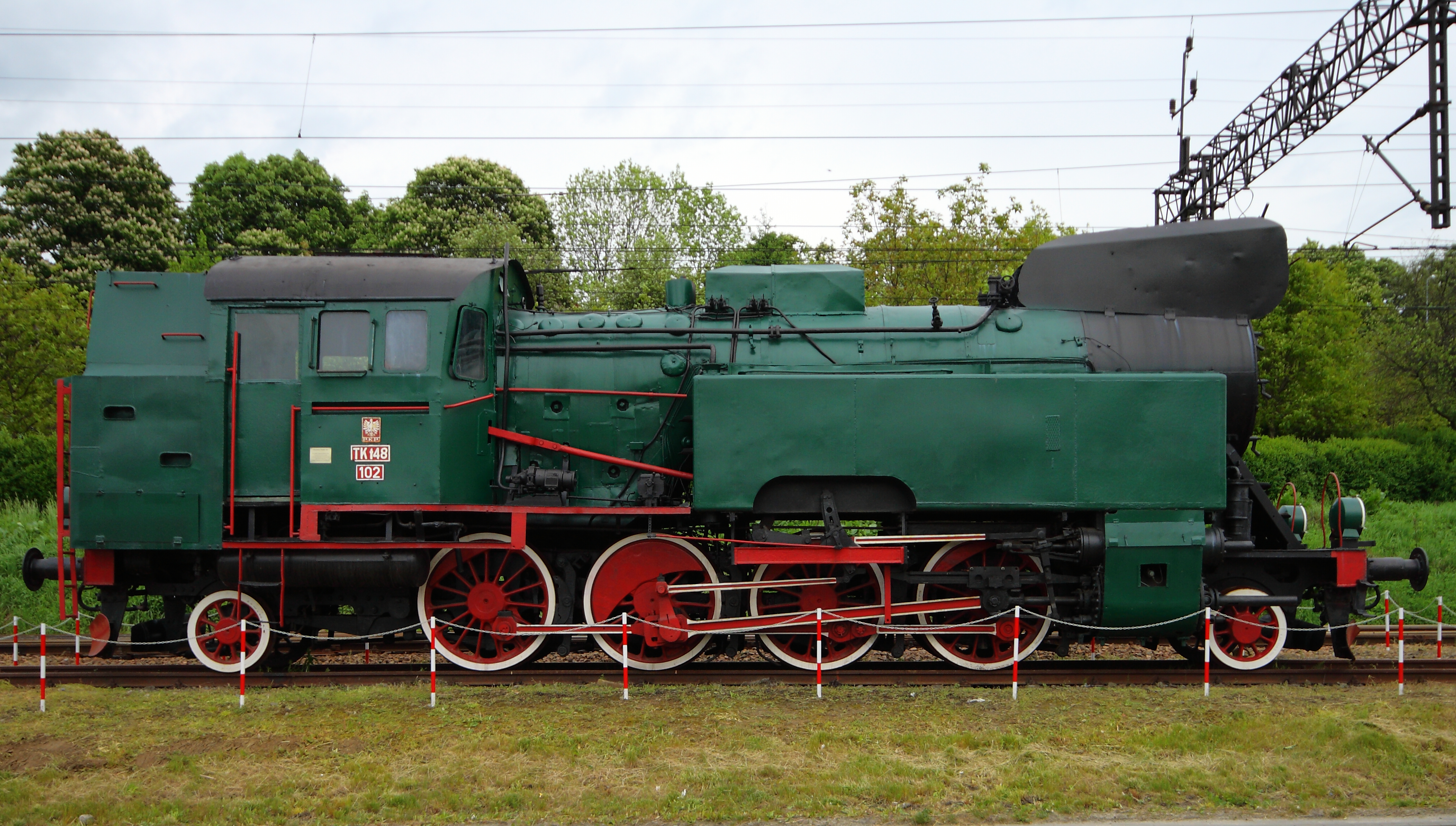
Tkt48-102 in Jaslo
Tkt48-171 1995 im Eisenbahnmuseum Jaworzyna Śląska